# سرکان کسکین
سرکان کسکین (ترکی استانبولی: Serkan Keskin؛ زادهٔ ۲۵ نوامبر ۱۹۷۷) هنرپیشه اهل ترکیه است.
از فیلم‌ها یا برنامه‌های تلویزیونی که وی در آن نقش داشته‌است می‌توان به فصل شکار، کیهان، پاییز، سپتامبر، و درخت گلابی وحشی، سریال معلم اشاره کرد.